# 구루

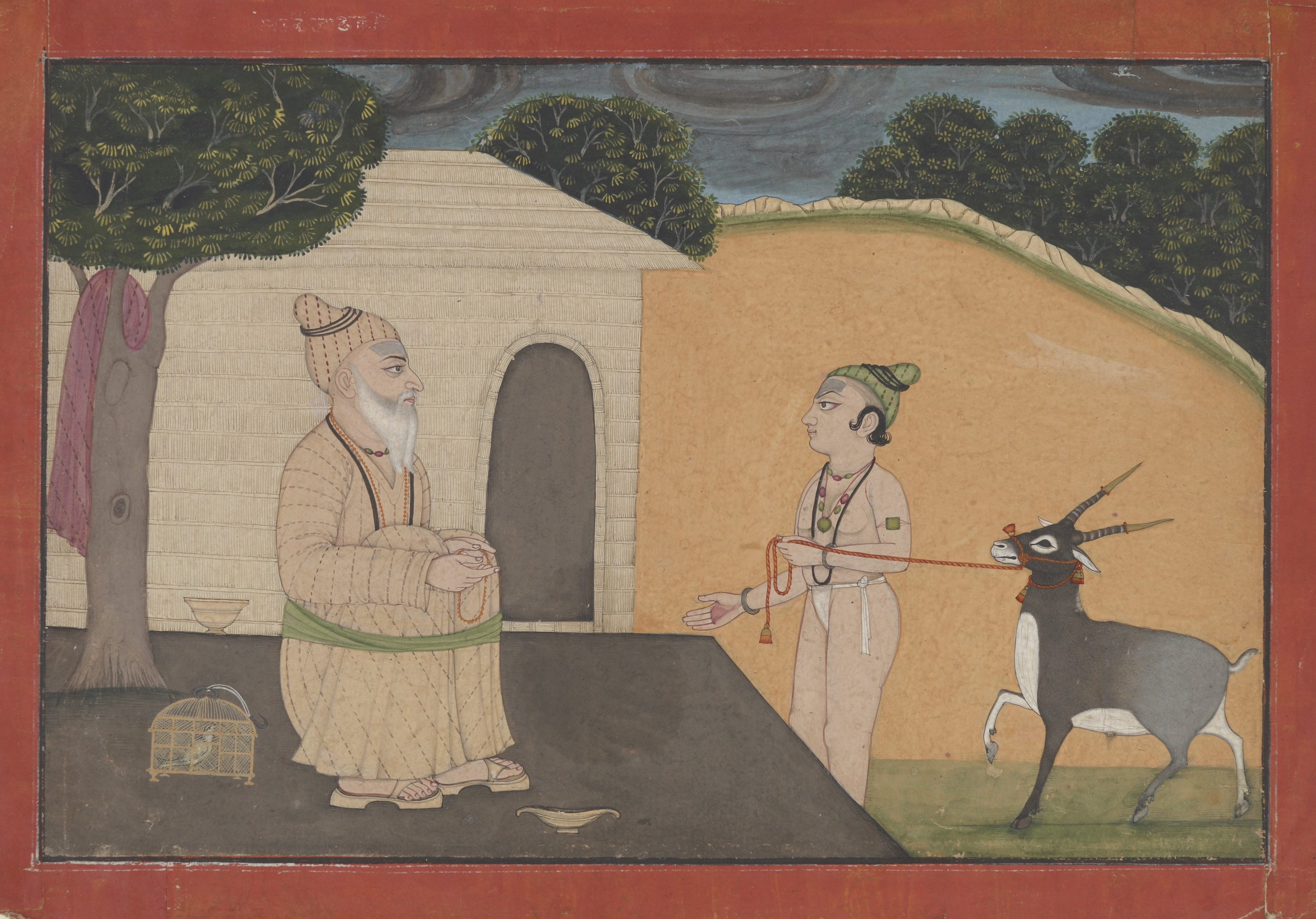
전통적인 구루-제자 관계. 수채화, 인도 펀자브 힐즈, 1740년.

구루(산스크리트어: गुरु)는 산스크리트어로 특정 지식이나 분야의 "멘토, 가이드, 전문가, 또는 명인"을 일컫는 용어이다. 범인도 전통에서 구루는 스승 그 이상이다: 전통적으로 구루는 제자(또는 산스크리트어로 [지식이나 진리를 추구하는] 사람에게 경건한 인물이며, 구루는 "가치를 형성하는 데 도움을 주는 상담자, 삶의 모범이 되는 사람, 영감을 주는 원천, 학생의 영적 진화에 도움을 주는 사람"의 역할을 한다. 어떤 언어로 쓰여 있든 간에, 주디스 시머-브라운은 탄트라의 영적인 텍스트는 종종 모호한 황혼의 언어로 성문화되어 있어서 자격을 갖춘 스승인 구루의 언어적 설명 없이는 아무도 이해할 수 없다고 말한다. 구루는 또한 구루가 이미 깨달은 것과 같은 잠재력을 발견하도록 돕는 사람의 영적인 가이드이다.
구루의 개념에 대한 가장 오래된 언급은 힌두교의 초기 베다 문헌에서 발견된다. 구루와 구루들에 의해 운영되는 학교인 구루쿨라는 기원전 1천년대까지 인도에서 확립된 전통이었고, 이것들은 다양한 베다, 우파니샤드, 힌두 철학의 다양한 학파의 문헌, 그리고 영적인 지식에서 다양한 예술에 이르는 베다 이후의 샤스트라들을 구성하고 전달하는 것을 도왔다. 서기 1천년 중반쯤, 고고학적인 증거들은 인도, 일부 힌두교 사원 근처, 구루시야 전통이 다양한 분야의 지식을 보존하고, 만들고, 전달하는 것을 도왔던 수많은 더 큰 구루 기관들이 존재했음을 시사한다. 이 구루들은 힌두교 경전, 불교 경전, 문법, 철학, 무술, 음악과 그림을 포함한 광범위한 학문들을 이끌었다.
구루의 전통은 자이나교에서도 찾아볼 수 있는데, 자이나교에서는 보통 자이나교의 수행자가 수행하는 영적인 스승을 말한다. 시크교에서 구루 전통은 15세기 창립 이래 핵심적인 역할을 해 왔으며, 그 창시자는 구루 나나크(Guru Nanak), 성서는 구루 그란트 사히브(Guru Granth Sahib)로 불린다. 구루 개념은 밀교에서 번성하였는데, 여기서 탄트라 구루는 숭배해야 하는 인물로 여겨지며, 그의 지시를 어겨서는 안 된다.